# Manufacturing USA

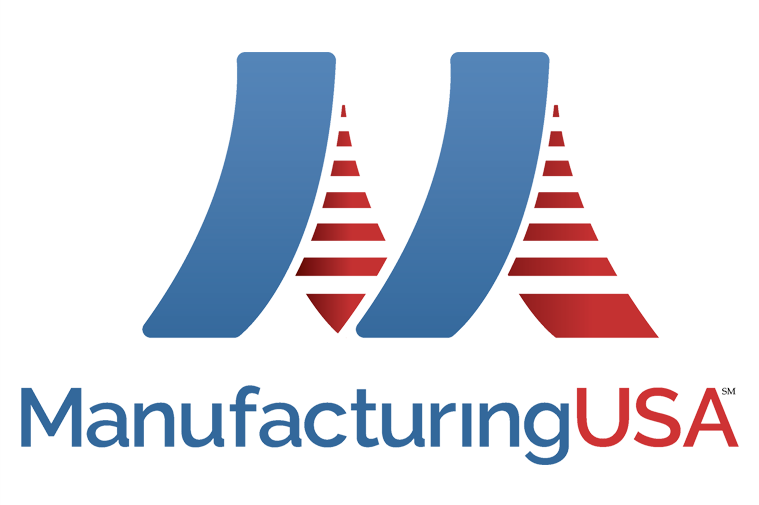
Biểu trưng của Manufacturing USA

Manufacturing USA (MUSA), trước đây từng được gọi là Mạng lưới Quốc gia về Đổi mới Sản xuất (tiếng Anh: National Network for Manufacturing Innovation – NNMI), là một mạng lưới các viện nghiên cứu ở Hoa Kỳ tập trung vào việc phát triển và thương mại hóa các công nghệ sản xuất thông qua quan hệ đối tác công – tư giữa các ngành công nghiệp, trường đại học và các cơ quan chính phủ liên bang của Hoa Kỳ. Được mô hình hóa tương tự như các Viện Fraunhofer của Đức, mạng lưới hiện tại bao gồm 16 viện. Các viện làm việc độc lập và cùng nhau dựa trên một số công nghệ tiên tiến.

## Lịch sử
Vào tháng 6 năm 2011, Hội đồng Cố vấn về Khoa học và Công nghệ của Tổng thống Hoa Kỳ (United States President's Council of Advisors on Science and Technology – PCAST) đã đề nghị chính phủ liên bang khởi động sáng kiến sản xuất tiên tiến về quan hệ đối tác công-tư để hỗ trợ "học thuật và ngành công nghiệp nghiên cứu ứng dụng công nghệ và phương pháp thiết kế mới". Đề nghị này kêu gọi 500 triệu USD mỗi năm nhằm phân bổ cho Bộ Quốc phòng Hoa Kỳ, Bộ Thương mại Hoa Kỳ và Bộ Năng lượng Hoa Kỳ, tăng lên 1 tỷ USD mỗi năm trong vòng bốn năm.
NNMI đã được đề xuất trong ngân sách năm 2013 của Tổng thống và chính thức được chính quyền Obama công bố vài tuần sau đó vào tháng 3 năm 2012. Đề xuất này kêu gọi nỗ lực liên bang giữa Bộ Quốc phòng Hoa Kỳ, Bộ Năng lượng Hoa Kỳ, Quỹ Khoa học Quốc gia và Viện Tiêu chuẩn và Công nghệ Quốc gia của Bộ Thương mại Hoa Kỳ thành lập một mạng lưới gồm 15 viện khu vực, được tài trợ bởi khoản đầu tư 1 tỷ USD và thực hiện trong thời gian 10 năm. Chính quyền Obama lập tức lập lại 45 triệu đô-la tài nguyên hiện có từ các Bộ Quốc phòng, Năng lượng, Thương mại và Quỹ Khoa học Quốc gia thông qua hành động điều hành để tài trợ cho một chương trình thí điểm, chứng minh-khái niệm cho chương trình. Vào tháng 5, Bộ Quốc phòng đã trưng cầu các đề xuất từ các tập đoàn dẫn đầu bởi các tổ chức phi lợi nhuận và các trường đại học để thành lập viện nghiên cứu sản xuất bồi đắp (in 3D) để làm cơ sở nguyên mẫu.

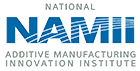
Biểu trưng của NAMII

Tháng 8 năm 2012, chính phủ đã công bố đề xuất chiến thắng, Viện Cải tiến Sản xuất Phụ gia Quốc gia (NAMII), do Trung tâm Quốc gia về Sản xuất và Gia công Quốc gia và có trụ sở tại Youngstown, Ohio. Các thành viên của tập đoàn bao gồm 40 công ty, chín trường đại học nghiên cứu, năm trường cao đẳng cộng đồng và 11 tổ chức phi lợi nhuận. NAMII được thành lập với khoản đầu tư ban đầu của chính phủ liên bang là 30 triệu đô la, trong khi tập đoàn này đã đóng góp gần 40 triệu đô la vào tài trợ bổ sung. Chính quyền Obama tuyên bố rằng dự kiến NAMII sẽ trở thành tự chủ về tài chính. Vào tháng 5 năm 2013, chính quyền Obama đã công bố thành lập ba viện bổ sung sử dụng 200 triệu đô la tài trợ được cung cấp bởi năm cơ quan liên bang: Bộ Quốc phòng, Thương mại và Năng lượng, NASA và Quỹ Khoa học Quốc gia.
Tính đến  năm 2016, NNMI bao gồm chín viện, với sáu tổ chức được lên kế hoạch vào năm 2017. Tất cả chín viện được điều hành bởi Bộ Năng lượng. Tháng 9 năm 2016, chương trình đã thông qua tên gọi mới là "Manufacturing USA". Tính đến  năm 2020, Manufacturing USA bao gồm 16 viện. Chín viện được quản lý bởi Bộ Quốc phòng Hoa Kỳ. Sáu viện được quản lý một phần bởi Bộ Năng lượng Hoa Kỳ. Một viện được quản lý bởi Bộ Thương mại Hoa Kỳ.:2

## Mô hình
Manufacturing USA được mô hình hóa tương tự như các Viện Fraunhofer của Đức. Theo đề xuất ban đầu của NNMI, nó sẽ bao gồm tối đa 45 viện được liên kết với sự tập trung nghiên cứu duy nhất để phục vụ như các trung tâm đổi mới sản xuất khu vực. Mỗi viện sẽ được điều hành độc lập bởi một tổ chức phi lợi nhuận và hình thành một quan hệ đối tác công - tư được thiết kế để tận dụng các nguồn lực hiện có và thúc đẩy hợp tác và đồng đầu tư giữa các ngành công nghiệp, trường đại học và cơ quan chính phủ. Mạng lưới này được thiết kế để giải quyết sự mâu thuẫn trong chính sách kinh tế và đổi mới của Hoa Kỳ trong các khoản đầu tư và phát triển nghiên cứu và phát triển liên bang (R&D) không phù hợp với các khuyến khích tương ứng để khuyến khích sản xuất công nghệ và sản phẩm trong nước. Mục tiêu của các viện là phát triển, giới thiệu và thương mại hóa các sản phẩm và quy trình mới cho sản xuất trong nước, cũng như đào tạo lực lượng lao động sản xuất ở tất cả các cấp độ kỹ năng để nâng cao năng lực sản xuất trong nước. Các hoạt động của Viện bao gồm nghiên cứu ứng dụng và các dự án trình diễn nhằm giảm chi phí và rủi ro thương mại hóa các công nghệ mới hoặc giải quyết các vấn đề chung về công nghiệp, giáo dục và đào tạo, phát triển các phương pháp và thực tiễn cho hội nhập chuỗi cung ứng.
Các nhà phê bình của Manufacturing USA cho rằng thuế và các quy định nặng nề là những vấn đề cấp bách nhất mà các nhà sản xuất Hoa Kỳ phải đối mặt. Những người ủng hộ phản đối rằng chính phủ Hoa Kỳ có một lịch sử lâu dài trong việc đầu tư thành công vào R&D để hỗ trợ đổi mới trong ngành công nghiệp Hoa Kỳ. Những người khác cho rằng NNMI có thể giúp làm giảm bớt hai thất bại thị trường chính làm cho đổi mới công nghiệp, cụ thể là các nhà sáng tạo thường không nắm bắt được những lợi ích kinh tế mà các đổi mới của họ mạng lại và do đó đạt được mức đầu tư R&D tối ưu. "thung lũng của cái chết" vấn đề trong đó các doanh nghiệp có xu hướng không đầu tư vào các dự án R&D dài hạn với lợi nhuận lâu dài trong tương lai xa. Ngoài ra, những người ủng hộ cho rằng Manufacturing USA sẽ tạo ra một môi trường sản xuất trong nước hấp dẫn hơn, từ đó sẽ khuyến khích các nhà sản xuất đặt cơ sở sản xuất của họ tại Hoa Kỳ.

## Danh sách các viện
| Tên viện                                                                       | Công nghệ:2                       | Năm thành lập | Địa điểm:2                |
| ------------------------------------------------------------------------------ | --------------------------------- | ------------- | ------------------------- |
| Advanced Functional Fabrics of America (AFFOA)                                 | Dệt may                           | 2016          | Cambridge, Massachusetts  |
| Advanced Regenerative Manufacturing Institute (ARMI/BioFabUSA)                 | Y học tái tạo, kỹ thuật mô:65     | 2016          | Manchester, New Hampshire |
| Advanced Robotics for Manufacturing (ARM)                                      | Robot học                         | 2017          | Pittsburgh, Pennsylvania  |
| American Institute for Manufacturing Integrated Photonics (AIM Photonics)      | Mạch tích hợp quang tử            | 2015          | Rochester, New York       |
| Bioindustrial Manufacturing and Design Ecosystem (BioMADE)                     | Sản xuất sinh học                 | 2020          | St. Paul, Minnesota       |
| Clean Energy Smart Manufacturing Innovation Institute (CESMII)                 | Sản xuất thông minh               | 2017          | Los Angeles, California   |
| Cybersecurity Manufacturing Innovation Institute (CyManII)                     | An ninh mạng                      | 2020          | San Antonio, Texas        |
| Flexible Hybrid Electronics Manufacturing Innovation Institute (NextFlex)      | Linh kiện điện tử dẻo             | 2015          | San Jose, California      |
| Institute for Advanced Composites Manufacturing Innovation (IACMI)             | Vật liệu composite                | 2015          | Knoxville, Tennessee      |
| LIFT (trước đây là Lightweight Innovations for Tomorrow)                       | Vật liệu nhẹ                      | 2014          | Detroit, Michigan         |
| Manufacturing times Digital (MxD)                                              | Sản xuất kỹ thuật số              | 2014          | Chicago, Illinois         |
| National Additive Manufacturing Innovation Institute (AmericaMakes)            | In 3D, sản xuất phụ gia:30        | 2012          | Youngstown, Ohio          |
| National Institute for Innovation in Manufacturing Biopharmaceuticals (NIIMBL) | Dược phẩm sinh học                | 2017          | Newark, Delaware          |
| Next Generation Power Electronics Institute (PowerAmerica)                     | Chất bán dẫn băng thông rộng      | 2015          | Raleigh, North Carolina   |
| Rapid Advancement in Process Intensification Deployment (RAPID)                | Kỹ thuật quy trình, mô-đun hóa:99 | 2017          | New York, New York        |
| Reducing EMbodied-energy And Decreasing Emissions (REMADE)                     | Tái sản xuất:95                   | 2015          | Rochester, New York       |